# Anisoptera reticulata
Anisoptera reticulata е вид растение от семейство Dipterocarpaceae. Видът е критично застрашен от изчезване.

## Разпространение
Разпространен е в Бруней и Малайзия (Сабах и Саравак).